# Ум-Умара
Ум Умара Нусајба бин Каб (арап. أم عمارة نسيبة بنت كعب الأنصارية) је једна од првих присталица пророка Мухамеда и прва жена која се оружјем борила за ислам. Живела је у првој половини седмог века, али тачни датуми њеног рођења и смрти нису познати.

## Кратка биографија
Нусајба је била сестра Абдула ибн Каба и мајка Абдула и Хабиба ибн Зајд ал-Ансарија. Као удовица и ратница, била је један од најутицајнијих чланова Мухамедовог умета за време њиховог боравка у Медини и битака са арапским племенима која нису прихватила ислам. 
Пред битку код Ухуда, Умара и Ум-Асма ибн Амр су тражиле од Асминог мужа да пита Мухамеда за дозволу да и оне учествују у бици, али не као помоћнице-видарке, већ као ратнице, на шта им је Пророк дао дозволу. Осим у овој, учествовала је и у биткама код Хунајна и Јамаме и у Примирју на Худејбији. После рата, вратила се у Медину где је наставила да проповеда ислам. Пошто њен муж Газија, и њихови синови Абдул и Хабиб нису преживели битку код Ухуда, она се удала за мужа Ум-Асме ибн Амр и родила му двоје деце - сина Тамима и кћерку Кавлу.
Ум-Умара се највише прославила у бици код Ухуда, где је својим штитом бранила Мухамеда од непријатељских стрела. Притом је сама била рањена једанаест пута. Од дванаесте ране је изгубила свест и тако остала до краја битке. Када се битка завршила, она се освестила и одмах питала да ли је Пророк жив. Мухамедов пријатељ и таст Омер, рекао је да је Мухамед једном приликом изјавио: „Где год да се током битке окренем, видим Ум-Умару како ме брани!“